# Мангайм-Сортувальний
49°27′21″ пн. ш. 8°31′18″ сх. д. / 49.4559° пн. ш. 8.5217° сх. д.
Мангайм-Сортувальний (нім. Mannheim Rangierbahnhof) — сортувальна станція в Мангаймі, Баден-Вюртемберг, Німеччина. 
Це друга за вантажообігом сортувальна станція в Німеччині 

після станції Машен-Сортувальний.

## Географія
Станція розташована вздовж залізниці Мангайм — Базель на площі понад 200 га між районами Мангайму Неккарау на південному заході, Нойгермсгайм на північному заході, Пфінстберг на південному сході та Гохштетт на північному сході. 
Маючі понад 6 км завдовжки і в середньому 400 м завширшки її перетинають у напрямку північ-південь Автобан A6 (Німеччина) та бундесштрассе 38a.

## Історія
У XIX столітті Мангайм був перевантажувальним пунктом для товарів через чинну гавань і промислове місто, яке потребувало також будівництво сортувальної станції. 
Тому в 1863 році в районі Лінденгоф побудована перша в місті сортувальна станція. 
Її потужності вже не вистачало для міста та порту, що розвивалися на зламі століть, і виникла необхідність у новому будівництві. 
Таким чином, в 1906 році була завершена нова наскрізна сортувальна станція на її теперішньому місці як спільна станція Баденської та Пруссько-Гессенської залізниць (кошторисна вартість: 18 мільйонів марок). 

Під час Другої світової війни станція була тимчасово розширена, але була серйозно пошкоджена в кінці війни. Після ремонту її було розширено в 1960-х і 1970-х роках 
 , 
і її основний проект з того часу майже не змінився. 
Однак на початку ХХІ століття маневрову технологію було модернізовано.